# Zoë Akins
Zoë Akins (Humansville, 30 de octubre de 1886-Los Ángeles, California; 29 de octubre de 1958) nacida como Zoë Byrd Akins, fue una dramaturga, poeta y autora estadounidense. Ganó el premio Pulitzer de teatro en 1935.

## Biografía

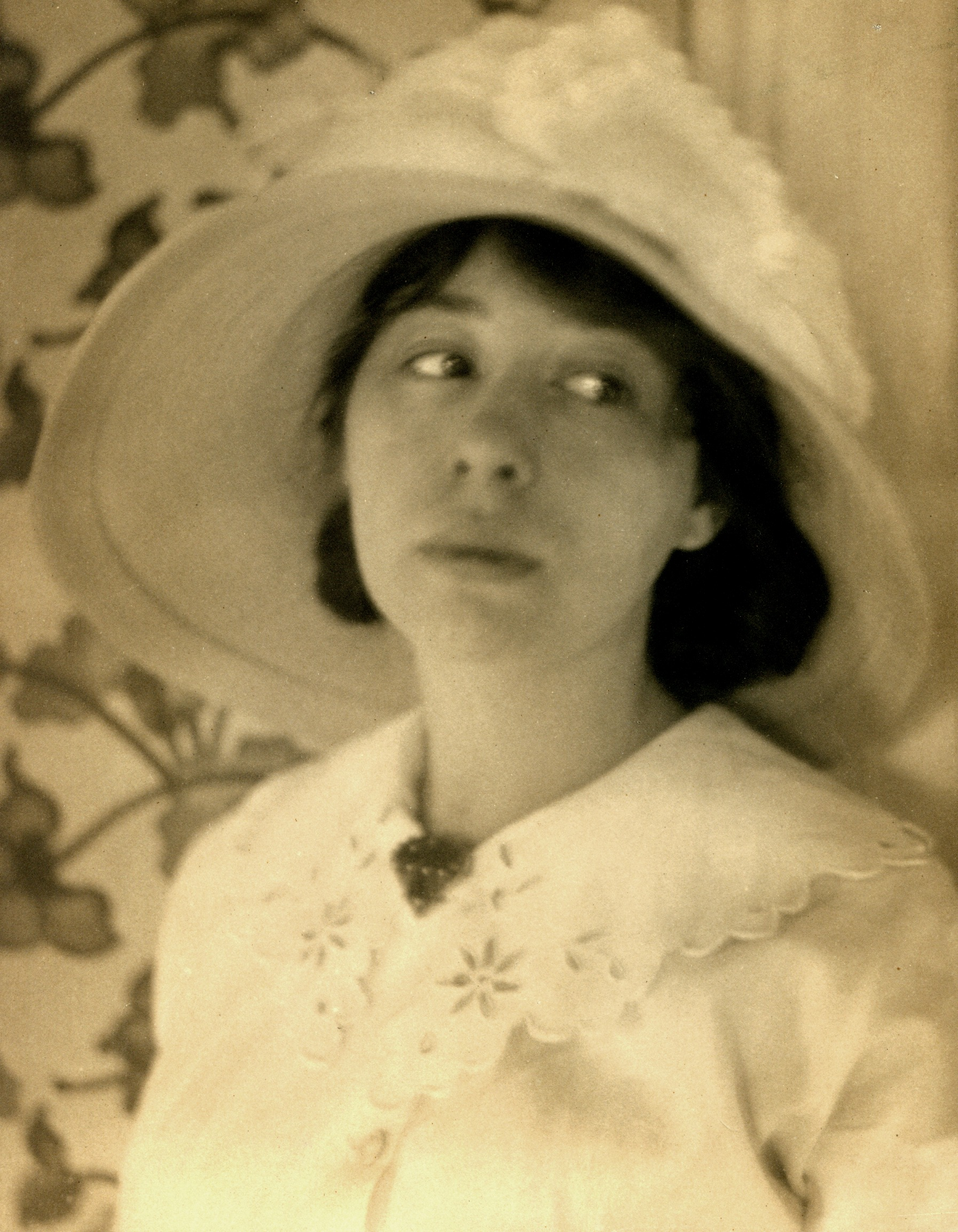
Zoe Akins en 1907

Zoe Byrd Akins nació en Humansville, Missouri, y fue la segunda de tres hijos de Thomas Jasper y Sarah Elizabeth Green Akins. Su familia estuvo muy involucrada con el Partido Republicano de Misuri, y durante varios años su padre se desempeñó como presidente del partido estatal. A través de su madre, Zoe Akins se relacionó con figuras prominentes como George Washington y Duff Green. Su familia se mudó a San Luis, Misuri, cuando Zoe era adolescente. Fue enviada al Seminario Monticello en Godfrey, Illinois y luego a la escuela preparatoria Hosmer Hall en San Luis. Mientras estaba en Hosmer Hall fue compañera de clase de la poeta Sara Teasdale, ambas graduándose con la clase de 1903. Fue en el Seminario Monticello donde Akins escribió su primera obra, una parodia de una tragedia griega. Después de su graduación, Akins comenzó a escribir una serie de obras de teatro, poesía y crítica para varias revistas y periódicos, así como ocasionales papeles de actuación en producciones teatrales del área de San Luis. 

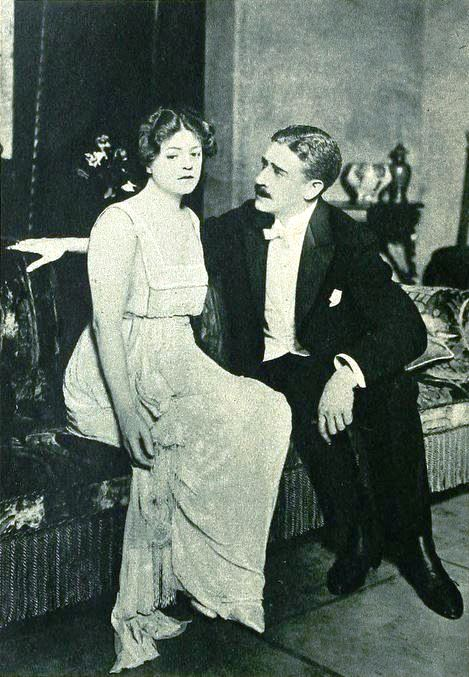
Ethel Barrymore y Claude King en la producción de Broadway de Déclassée (1919)

Su primera obra dramática importante fue Papa, escrito en 1914. La comedia fracasó a pesar de que impresionó mucho a HL Mencken y George Jean Nathan, y ella continuó escribiendo. Siguió con otras dos obras, The Magical City y Déclassée. La última obra, protagonizada por Ethel Barrymore, no solo fue un gran éxito, sino «una sensación, y sus días de espera habían terminado». Durante este tiempo, varias de sus primeras obras fueron adaptadas para la pantalla. Estas adaptaciones fueron en su mayoría fracasos, lanzadas como películas mudas en un momento en que la industria estaba haciendo la transición al sonido. Mientras que algunas estrellas "parlantes" tuvieron papeles notables en las películas (Walter Pidgeon y un joven Clark Gable), ahora pareciera que la mayoría de las películas están perdidas. En 1930, Akins tuvo otro gran éxito con su obra, The Greeks Had a Word For It, una comedia sobre tres modelos en busca de maridos ricos
A principios de la década de 1930, Akins se hizo más activa en el cine, escribió varios guiones y continuó vendiendo los derechos de obras como The Greeks Had a Word for It (1930), que fue adaptada para las películas tres veces, en 1932 (como Los griegos tenían una palabra para ellos), 1938 (como Tres ratones ciegos) y 1953 (Cómo casarse con un millonario). Dos aspectos destacados de este período fueron las películas Sarah and Son (1930) y Morning Glory (1933), esta última rehecha como Stage Struck . Ambas películas obtuvieron nominaciones al Premio Óscar por mejor actriz, Ruth Chatterton y Katharine Hepburn (pero el premio lo ganó Hepburn). 
En 1935, fue galardonada con el Premio Pulitzer de Teatro por su obra The Old Maid, basada en la novela de Edith Wharton, un melodrama ambientado en la ciudad de Nueva York y escrito en cinco episodios que se extienden a lo largo del tiempo desde 1839 hasta 1854. La obra fue adaptada para una película de 1939 protagonizada por Bette Davis . 
En 1936, Akins coescribió el guion de Camille , adaptado de la obra y novela de Alexandre Dumas, La dama aux camélias. La película fue protagonizada por Greta Garbo, Robert Taylor y Lionel Barrymore, y le valió a Garbo su tercera nominación al premio Óscar.

## Vida personal
A pesar de la fama que le dio, Akins no siguió una carrera de guionista más allá de sus primeros éxitos. En 1932, se casó con Hugo Rumbold (en el último año de su vida) y, después de varias películas de Hollywood, volvió a escribir obras de teatro y pasar tiempo con su familia. Se rumoreaba que estaba en una relación con Jobyna Howland hasta la muerte de Howland en 1936. Según Anita Loos, los dos se peleaban a menudo: "Pero tales burlas en realidad eran la clave de su adoración". Fue la tía abuela de la actriz Laurie Metcalf . Vivió por un tiempo corto en Morrisonville, Illinois. 
Akins murió mientras dormía la víspera de su 72 cumpleaños en Los Ángeles. 

### Epitafio
She loved 
Shakespeare's sonnets
Paris bonnets.
Country walks,
All-night talks,
Old trees and places
Children's faces
Shaw and Keats,
Opera seats,
Lonely prairies,
Tea at Sherry's,
Sunlight and air,

Vanity Fair

## Filmografía seleccionada
- Déclassée (1925)
- Her Private Life (1929)
- The Right to Love (1930)
- Tres rubias (The Greeks Had a Word for Them, 1932)
- Hacia las alturas (Christopher Strong, 1933)
- Acusada (Accused, 1936)
- La solterona (The Old Maid, 1939)